# René Cortázar Sanz
Pour les articles homonymes, voir Cortázar.
René Cortázar Sanz (né le 29 février 1952  à Santiago du Chili, Chili), est un économiste et homme politique chilien. Il est ministre des Transports et des Télécommunications depuis le 27 mars 2007 jusqu'au 11 mars 2010, dernier jour du mandat de Michelle Bachelet.
Il est ministre du Travail et des Affaires sociales de 1990 à 1994 sous la présidence de Patricio Aylwin. Il occupe également le ministère de l'Éducation du 16 avril au 17 avril 2008.